# Conistra subspadicea
Conistra subspadicea là một loài bướm đêm trong họ Noctuidae.